# アール・ロイ・ディックオーバー
アール・ロイ・ディックオーバー（Erle Roy Dickover, 1888年1月20日 - 1963年4月18日）は、アメリカ合衆国の外交官。1944年の国務省再編後に初代日本部長を務め、知日派として知られた。

## 生涯
1888年にカリフォルニア州ロングビーチにて誕生。父親はジョン・ジェイコブ・ディックオーバー (John Jacob Dickover, 1860-1948)、母親はアンナ・アグネス・ミーク (Anna Agnes Meek, 1860-1928) であった。1933年12月1日にヘレン・マクナリー・バラード (Helen McNary Ballard) と結婚。カリフォルニア州のサンタバーバラ高校を卒業。1913年にカリフォルニア大学で学士号を取得。1906年から1908年まで銀行に勤務。1909年に自動車修理工場オート・リヴァリー社 (Auto Livery Co.) で工場長。
1914年4月4日に通訳研修生として任命を受け、日本に駐在。1916年3月30日より日本領関東州で在大連副領事。1916年6月8日より日本の神戸で通訳官。1921年11月23日より1932年まで在神戸領事
1932年5月3日より外交官として任命を受け、日本の東京に駐在。1932年5月24日より在東京大使館で一等書記官。1937年4月1日より在東京総領事。1937年6月30日よりワシントンD.C.の国務省本省に一時転任。1937年7月17日より国務省フィリピン部長代理。1938年4月20日よりオランダ領東インドで在バタヴィア総領事。1940年6月22日よりオーストラリアで在メルボルン総領事。1943年6月28日よりワシントンD.C.で国務省本省勤務。1943年9月より部局間極東地域委員会に参加し、国務省の極東における戦後処理に関する諸問題の具体的な政策勧告を企画立案。
1944年1月15日から1945年10月22日まで国務省極東局にて初代日本部長。1945年から1947年まで極東委員会アメリカ代表団員。1947年12月3日よりイギリスで在ロンドン参事官。